# Jane Fortune
Pour les articles homonymes, voir Fortune.
Jane Fortune (7 août 1942 - 23 septembre 2018) est une écrivaine, journaliste et mécène américaine. Beaucoup de ses publications et activités philanthropiques sont centrées sur la recherche, la restauration et l'exposition d'art par des femmes à Florence, en Italie. 

## L'écriture
Jane Fortune est la rédactrice culturelle de The Florentine, un journal de langue anglaise en Toscane, dans lequel elle apparaît en tant que chroniqueuse régulière sur l'art et la culture depuis la fondation du journal en 2005 jusqu'à sa mort en 2018. Sa chronique originale, Mosaics (2005–2008), l'amène à écrire un guide sur la culture de Florence, To Florence, Con Amore: 77 Ways to Love the City (The Florentine Press, 2007). La deuxième édition du livre, réimprimée trois ans plus tard avec 13 chapitres supplémentaires, s'intitule To Florence, Con Amore: 90 Ways to Love the City (The Florentine Press, 2011). 
Les livres, documentaires et essais ultérieurs de Jane Fortune sont largement influencés par ses efforts pour sauvegarder et promouvoir l'art des femmes artistes. Son livre, Invisible Women: Forgotten Artists of Florence (2009), documente les femmes peintres de Florence et leurs milliers d'œuvres exposées ou stockées, dont beaucoup ont besoin d'être restaurées. En 2009, le livre est présenté à la Bibliothèque des Offices. Ce volume est suivi en 2012 d'un guide qu'elle coécrit avec Linda Falcone, qui décrit où voir les œuvres d'artistes femmes dans les collections publiques de Florence : Art by Women in Florence: A Guide through Five Hundred Years (The Florentine Press, 2012). 

## Restaurer l'art des femmes à Florence
En 2005, dans le but de sensibiliser aux réalisations des femmes artistes et de protéger leurs œuvres d'art, Jane Fortune fonde l'organisation italienne à but non lucratif, le Comité de Florence du Musée national des femmes dans les arts. En 2006, sous la direction de Jane Fortune, le Comité de Florence finance la restauration d'une peinture du musée San Marco, Lamentation with Saints, une peinture à grande échelle de la Renaissance de la religieuse Plautilla Nelli, la première femme peintre reconnue de Florence à cette date. En 2008, sa quête se poursuit avec la restauration de David et Bathsheba de la peintre baroque du XVIIe siècle, Artemisia Gentileschi. Dans le prolongement de ces réalisations, mais souhaitant travailler sur une portée plus large, en 2009, elle fonde l'organisation à but non lucratif américaine, Advancing Women Artists Foundation (AWA), destinée à la recherche, à la restauration et à l'exposition d'œuvres d'art par des femmes artistes, en particulier à Florence, en Italie.

## Autres projets à Florence
Depuis la fondation de l'Advancing Women Artists Foundation (AWA) en 2009, elle réalise plusieurs projets de restauration de dessins, peintures et sculptures d'artistes femmes à Florence du XVIe au XIXe siècle, dont la peintre religieuse dominicaine Plautilla Nelli au San Salvi's Last Supper Museum, la poétesse-peintre florentine du XVIIIe siècle Irene Parenti Duclos à la Galerie de l'Académie de Florence et la sculptrice française du XIXe siècle Félicie de Fauveau à le Basilique Santa Croce de Florence et l'Église Santa Maria del Carmine. La fondation parraine également des expositions, des conférences, des séminaires, des livres et des documentaires pour promouvoir les réalisations des artistes femmes historiques, en plus de sauvegarder leur travail. La fondation parraine un programme d'honneur, « The Nelli Awards », destiné à la reconnaissance des femmes modernes travaillant à Florence, incluant des femmes conservatrices, artistes et restauratrices. 
En 2010, Jane Fortune crée le programme de recherche Jane Fortune au Medici Archive Project à Florence, pour trouver de nouveaux documents d'archives concernant l'histoire des femmes artistes, aider à l'étude de ce matériel par des universitaires et encadrer de jeunes chercheurs dans le domaine.

## Projets aux États-Unis
En 2008, avec le cofondateur Robert Hesse, Jane Fortune crée l'Indianapolis City Ballet (ICB), une organisation à but non lucratif qui soutient des spectacles de ballet avec des danseurs internationaux de compagnies de ballet de plusieurs pays et des classes de maître avec ces danseurs à Indianapolis. 
Jane Fortune est membre du conseil d'administration du National Museum of Women in the Arts, Washington, DC; le musée d'art Sidney et Lois Eskenazi de l'université de l'Indiana ; la Herron School of Art and Design ; la Pennsylvania Academy of the Fine Arts et du National Museum of Women in the Arts à Washington, DC . Elle est également membre du conseil d'administration de la Pennsylvania Academy of the Fine Arts à Philadelphie et présidente du conseil d'administration du Studio Arts Center International (SACI) à Florence. Elle est membre honoraire du conseil consultatif du doyen de la Herron School of Art and Design à Indianapolis, Indiana, et siège au conseil d'administration du Medici Archive Project (Florence, Italie et New York). À Philadelphie, elle cofonde USArtists, au profit de la Pennsylvania Academy of the Fine Arts. Elle est  la fondatrice du programme pour les besoins spéciaux de la même organisation, qui aboutit à la création de la bourse d'études du conseil des femmes de la Pennsylvania Academy of the Fine Arts, une bourse pour les personnes handicapées qui souhaitent fréquenter l'école d'art PAFA. Elle dote la Jane Fortune Outstanding Women Visiting Artist Lecture à la Herron School of Art and Design. Les anciens conférenciers ont été Eleanor Antin, Maria Magdalena Compos-Pons, Judy Chicago, Judith Shea, Audrey Flack, Betty Woodman et Polly Apfelbaum. Elle a été présidente du conseil d'administration de la Deafness Research Foundation à New York et son PDG bénévole.

## Reconnaissances et récompenses
En 2010, Jane Fortune reçoit un doctorat honorifique en lettres humaines de l'Université de l'Indiana pour son travail en tant qu'auteur et philanthrope aux États-Unis et en Italie. En 2007, le Conseil consultatif du maire d'Indianapolis pour les personnes handicapées lui décerne son prix d'accessibilité pour son travail sur l'accessibilité et l'inclusion des personnes handicapées. Maxwell L. Anderson - le directeur et PDG de Melvin & Bren Simon du Musée d'Art d'Indianapolis - la nomme pour le prix d'accessibilité, pour son leadership et son soutien financier au programme d'accessibilité du musée. En 2008, elle reçoit également le «Spirit of Philanthropy Award» de l'Université d'Indiana Purdue University Indianapolis (IUPUI), la Herron School of Art and Design (en) d'Indianapolis. En 2013, le documentaire, Invisible Women: Forgotten Artists of Florence, basé sur son livre de 2009 du même titre, reçoit un Emmy Award régional du meilleur documentaire dans la catégorie des programmes historiques et culturels. En 2013, pour son travail à Florence, elle reçoit le Tuscan-American Association Award. Ce prix, décerné chaque année au Palazzo Vecchio de Florence, récompense un Américain et un Italien pour leurs contributions à la culture de Florence. Les anciens lauréats comprennent Andrea Bocelli, Zubin Mehta et Franco Zeffirelli.

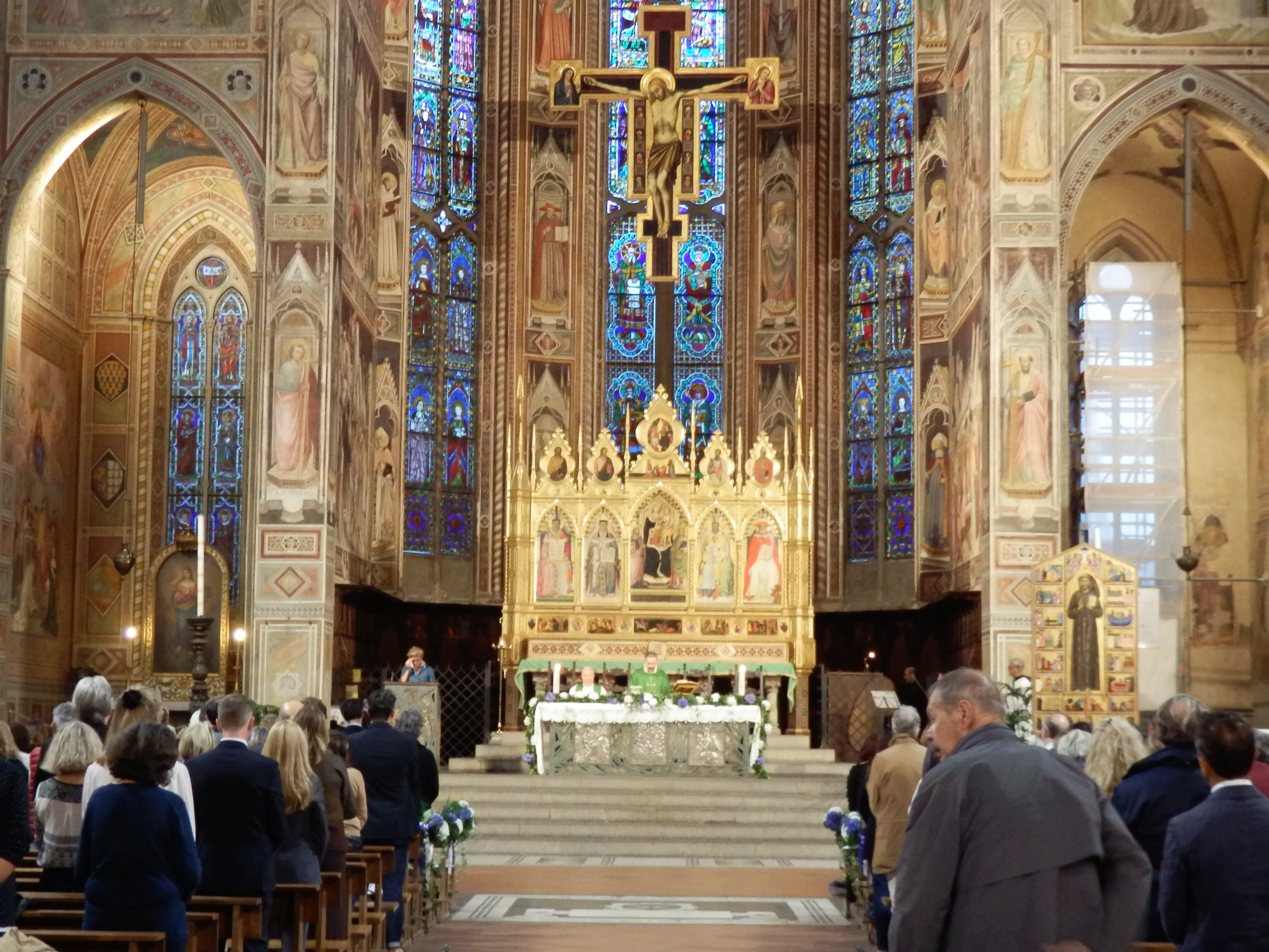
Messe commémorative à Santa Croce pour Jane Fortune.

## Mort
Jane Fortune est morte chez elle à Indianapolis le 23 septembre 2018 à l'âge de 76 ans,. Une cérémonie commémorative a lieu pour elle à la Basilique de Santa Croce à Florence le 9 octobre 2018. Elle laisse dans le deuil son fils, John Medveckis, sa fille, Jennifer Medveckis, et son gendre, James Marzo.

## Publications
- The Restoration of Lamentation with Saints, Jane Fortune, Rossella Lari, et Magnolia Scudieri. 2006. Arte Media Studio, Florence, Italy (Documentary – DVD)[26].
- To Florence, Con Amore: 77 Ways to Love the City, Jane Fortune. 2007. Florence: The Florentine Press[27].
- David and Bathsheba, The Restoration, Linda Falcone, Jane Fortune et Serena Padovani. 2008. Art Media Studio, Florence, Italy (Documentary – DVD)[28].
- Invisible Women: Forgotten Artists of Florence, Jane Fortune. 2009. Florence, Italy: The Florentine Press.
- Continuing the Commitment: A Tribute to Suor Plautilla Nelli, Jane Fortune in Orate Pro Pictora: Pray for the Paintress. 2009. The Florentine Press, Florence, Italy[29].
- To Florence, Con Amore: 90 Ways to Love the City, Jane Fortune. 2010. Florence, Italy: The Florentine Press.
- Rediscovering Florence's Native-born Female Artists in Irene Parenti Duclos: A Work Restored—An Artist Revealed, Linda Falcone, ed. 2011. Florence: The Florentine Press[30].
- Art by Women in Florence: A Guide through Five Hundred Years, Jane Fortune et Linda Falcone, 2012. Florence: The Florentine Press.
- Félicie de Fauveau: Artistic Passion and Political Exile, Jane Fortune. 2013. In Santa Croce in Pink: Untold Stories of Women and their Monuments, Linda Falcone (Ed.) Florence: Artecelata, pgs. 55–58[31].